# Resolutie 2225 Veiligheidsraad Verenigde Naties
Resolutie 2225 van de Veiligheidsraad van de Verenigde Naties werd door de VN-Veiligheidsraad unaniem aangenomen op 18 juni 2015. De resolutie vroeg de secretaris-generaal voortaan ook rekening te houden met de ontvoering van kinderen bij zijn waarnemingen over gewapende groeperingen die de mensenrechten schonden.

## Inhoud
Ondanks alle voorgaande resoluties bleven gewapende groeperingen ongestraft de kinderrechten met de voeten treden. De kinderen werden vermoord of verminkt, verkracht en misbruikt of als kindsoldaat ingezet. Scholen en ziekenhuizen werden aangevallen of voor militaire doeleinden gebruikt, wat strijdig is met het Conventies van Genève.
Secretaris-generaal Ban Ki-moon rapporteerde jaarlijks aan de Veiligheidsraad over kinderen in gewapende conflicten. Volgens zijn rapport over 2014 werden steeds meer kinderen ontvoerd door gewapende groeperingen. Deze ontvoeringen waren ook steeds vaker een tactiek om een bepaalde bevolkingsgroep te terroriseren.
Zo waren in Irak en Syrië meer dan duizend jongens en meisjes ontvoerd door Islamitische Staat, dat onder meer Jezidi-meisjes uit Irak als seksslavin misbruikte. In Nigeria had Boko Haram honderden schoolmeisjes ontvoerd, wat wereldwijd tot verontwaardiging had geleid.
Het rapport somde ook de gewapende organisaties op die zich schuldig maakten aan de hierboven genoemde misdaden tegen kinderen. De lijst van 2014 omvatte 58 groeperingen die betrokken waren bij 23 conflicten. De Veiligheidsraad vroeg de secretaris-generaal voortaan ook het ontvoeren van kinderen in rekening te brengen bij het opstellen van deze lijst.

## Verwante resoluties
- Resolutie 2068 Veiligheidsraad Verenigde Naties (2012)
- Resolutie 2143 Veiligheidsraad Verenigde Naties (2014)
- Resolutie 2250 Veiligheidsraad Verenigde Naties

Lijst ·  2196 ·  2197 ·  2198 ·  2199 ·  2200 ·  2201 ·  2202 ·  2203 ·  2204 ·  2205 ·  2206 ·  2207 ·  2208 ·  2209 ·  2210 ·  2211 ·  2212 ·  2213 ·  2214 ·  2215 ·  2216 ·  2217 ·  2218 ·  2219 ·  2220 ·  2221 ·  2222 ·  2223 ·  2224 ·  2225 ·  2226 ·  2227 ·  2228 ·  2229 ·  2230 ·  2231 ·  2232 ·  2233 ·  2234 ·  2235 ·  2236 ·  2237 ·  2238 ·  2239 ·  2240 ·  2241 ·  2242 ·  2243 ·  2244 ·  2245 ·  2246 ·  2247 ·  2248 ·  2249 ·  2250 ·  2251 ·  2252 ·  2253 ·  2254 ·  2255 ·  2256 ·  2257 ·  2258 ·  2259